# Томас Легне Ольсен
Томас Легне Ольсен (норв. Thomas Lehne Olsen, нар. 29 червня 1991, Гамар) — норвезький футболіст, нападник клубу «Ліллестрем».
Виступав, зокрема, за клуб «Ліллестрем», а також національну збірну Норвегії.

## Клубна кар'єра
Народився 29 червня 1991 року в місті Гамар. Вихованець футбольної школи клубу «Моельвен». Дорослу футбольну кар'єру розпочав 2007 року в основній команді того ж клубу, в якій провів один сезон. 
Згодом з 2009 по 2017 рік грав у складі команд «Хамаркамератене», «Стремсгодсет», «Улл-Кіса», «Стремсгодсет» та «Тромсе».
Своєю грою за останню команду привернув увагу представників тренерського штабу клубу «Ліллестрем», до складу якого приєднався 2018 року. Відіграв за команду з Ліллестрема наступні три сезони своєї ігрової кар'єри. Більшість часу, проведеного у складі «Ліллестрема», був основним гравцем атакувальної ланки команди. У складі «Ліллестрема» був одним з головних бомбардирів команди, маючи середню результативність на рівні 0,49 гола за гру першості.
Протягом 2022 року захищав кольори клубу «Аль-Аглі» (Дубай).
До складу клубу «Ліллестрем» приєднався 2022 року. 

## Виступи за збірні
У 2009 році дебютував у складі юнацької збірної Норвегії (U-18), загалом на юнацькому рівні взяв участь у 13 іграх, відзначившись 4 забитими голами.
У 2011 році залучався до складу молодіжної збірної Норвегії. На молодіжному рівні зіграв в одному офіційному матчі.
У 2021 році дебютував в офіційних матчах у складі національної збірної Норвегії.

## Статистика виступів

### Статистика клубних виступів
| Сезон                       | Клуб                        | Чемпіонат                   | Чемпіонат | Чемпіонат | Національний кубок | Національний кубок | Національний кубок | Континентальні кубки | Континентальні кубки | Континентальні кубки | Суперкубки | Суперкубки | Суперкубки | Усього | Усього |
| Сезон                       | Клуб                        | Ліга                        | Ігор      | Голів     | Ліга               | Ігор               | Голів              | Ліга                 | Ігор                 | Голів                | Ліга       | Ігор       | Голів      | Ігор   | Голів  |
| --------------------------- | --------------------------- | --------------------------- | --------- | --------- | ------------------ | ------------------ | ------------------ | -------------------- | -------------------- | -------------------- | ---------- | ---------- | ---------- | ------ | ------ |
| 2007                        | «Моельвен»                  | 4D                          | ?         | ?         | КН                 | ?                  | ?                  | -                    | -                    | -                    | -          | -          | -          | ?      | ?      |
| 2008                        | «Моельвен»                  | 3D                          | ?         | ?         | КН                 | ?                  | ?                  | -                    | -                    | -                    | -          | -          | -          | ?      | ?      |
| Усього за «Моельвен»        | Усього за «Моельвен»        | Усього за «Моельвен»        | ?         | ?         |                    | ?                  | ?                  |                      | -                    | -                    |            | -          | -          | ?      | ?      |
| 2009                        | «Хамаркамератене»           | 1D                          | 25        | 5         | КН                 | ?                  | ?                  | -                    | -                    | -                    | -          | -          | -          | 25+    | 5+     |
| 2010                        | «Хамаркамератене»           | 2D                          | ?         | ?         | КН                 | ?                  | ?                  | -                    | -                    | -                    | -          | -          | -          | ?      | ?      |
| 2011                        | «Хамаркамератене»           | 1D                          | 22        | 8         | КН                 | 2                  | 1                  | -                    | -                    | -                    | -          | -          | -          | 24     | 9      |
| 2012                        | «Хамаркамератене»           | 1D                          | 30        | 11        | КН                 | 3                  | 2                  | -                    | -                    | -                    | -          | -          | -          | 33     | 13     |
| Усього за «Хамаркамератене» | Усього за «Хамаркамератене» | Усього за «Хамаркамератене» | 77+       | 24+       |                    | 5+                 | 3+                 |                      | -                    | -                    |            | -          | -          | 82+    | 27+    |
| 2013                        | «Стремсгодсет»              | ЕС                          | 4         | 0         | КН                 | 0                  | 0                  | ЛЄ                   | 1                    | 0                    | -          | -          | -          | 5      | 0      |
| січ.-серп. 2014             | «Стремсгодсет»              | ЕС                          | 4         | 0         | КН                 | 3                  | 5                  | ЛЧ                   | 0                    | 0                    | -          | -          | -          | 7      | 5      |
| серп.-груд. 2014            | «Улл-Кіса»                  | 1D                          | 12        | 5         | КН                 | -                  | -                  | -                    | -                    | -                    | -          | -          | -          | 12     | 5      |
| 2015                        | «Стремсгодсет»              | ЕС                          | 7         | 1         | КН                 | 2                  | 1                  | ЛЄ                   | 4                    | 0                    | -          | -          | -          | 13     | 2      |
| Усього за «Стремсгодсет»    | Усього за «Стремсгодсет»    | Усього за «Стремсгодсет»    | 15        | 1         |                    | 5                  | 6                  |                      | 5                    | 0                    |            | -          | -          | 25     | 7      |
| 2016                        | «Тромсе»                    | ЕС                          | 30        | 8         | КН                 | 5                  | 5                  | -                    | -                    | -                    | -          | -          | -          | 35     | 13     |
| 2017                        | «Тромсе»                    | ЕС                          | 28        | 11        | КН                 | 3                  | 1                  | -                    | -                    | -                    | -          | -          | -          | 31     | 12     |
| Усього за «Тромсе»          | Усього за «Тромсе»          | Усього за «Тромсе»          | 58        | 19        |                    | 8                  | 6                  |                      | -                    | -                    |            | -          | -          | 66     | 25     |
| 2018                        | «Ліллестрем»                | ЕС                          | 29        | 12        | КН                 | 5                  | 4                  | ЛЄ                   | 2                    | 1                    | SN         | 1          | 0          | 20     | 10     |
| 2019                        | «Ліллестрем»                | ЕС                          | 26+2      | 8+0       | КН                 | 2                  | 2                  | -                    | -                    | -                    | -          | -          | -          | 30     | 10     |
| 2020                        | «Ліллестрем»                | 1D                          | 29        | 9         | -                  | -                  | -                  | -                    | -                    | -                    | -          | -          | -          | 29     | 9      |
| 2021                        | «Ліллестрем»                | ЕС                          | 29        | 26        | КН                 | 1                  | 2                  | -                    | -                    | -                    | -          | -          | -          | 30     | 28     |
| січ.-черв. 2022             | «Аль-Аглі» (Дубай)          | ЧОАЕ                        | 11        | 5         | КПОАЕ+КЛ           | 0+3                | 0+2                | ЛЧ                   | 6                    | 2                    | -          | -          | -          | 20     | 9      |
| серп.-груд. 2022            | «Ліллестрем»                | ЕС                          | 0         | 0         | КН                 | 0                  | 0                  | ЛК                   | -                    | -                    | -          | -          | -          | 0      | 0      |
| Усього за «Ліллестрем»      | Усього за «Ліллестрем»      | Усього за «Ліллестрем»      | 113+2     | 55+0      |                    | 8                  | 8                  |                      | -                    | -                    |            | -          | -          | 123    | 63     |
| Усього за кар'єру           | Усього за кар'єру           | Усього за кар'єру           | 286+2+    | 109+0+    |                    | 29+                | 25+                |                      | 11                   | 2                    |            | 1          | 0          | 329+   | 136+   |